# Майкич, Ловро
Ловро Майкич (хорв. Lovro Majkić; род. 8 октября 1999, Загреб) — хорватский футболист, вратарь клуба «Арис».

## Клубная карьера
Майкич — воспитанник клубов «Загреб» и «Риека». В 2018 году Ловро подписал контракт с командой «Истра 1961». 21 июля 2019 года в матче против сплитского «Хайдука» он дебютировал в чемпионате Хорватии.